# Vlag van Den Helder

Vlag van de gemeente Den Helder

Vorige vlag
(ca. 1939-1962)

De vlag van Den Helder is de gemeentelijke vlag van de Noord-Hollandse gemeente Den Helder. De vlag is ontworpen door Klaes Sierksma uit Friesland en wordt als volgt beschreven:
Zeven evenhoge banen van rood en geel, met aan de broekzijde  een van geel uitgespaarde en rood omrande cirkel ter hoogte van drie banen, waarin twee gekruiste zwarte ankers.
De vlag bestaat net als het wapen van Den Helder uit gele en rode banen die via de heerlijkheid Huisduinen zijn oorsprong vinden bij het wapen van huis Egmont. Bij de vlag betreft het zeven horizontale banen van gelijke hoogte. In de broektop een ronde gele uitsparing met een rode rand. Deze uitsparing heeft een hoogte van drie banen, in deze uitsparing zijn twee zwarte gekruiste ankers geplaatst. Door middel van deze ankers wordt Den Helder als marinestad uitgebeeld.
In 1936 werden vier ontwerpen van vlaggen aan de gemeente voorgelegd, allen met drie gele banen op een veld van rood maar in verschillende verhoudingen van breedte. Er werd een ontwerp geprefereerd maar deze is nooit officieel vastgesteld. Toen in 1938 het veertigjarig regeringsjubileum van koningin Wilhelmina werd gevierd gebruikte de gemeente een witte vlag met daarop het Helderse gemeentewapen tijdens een stoet in Amsterdam. In 1962 werd er door Sierksma een nieuw ontwerp gemaakt die door de gemeente werd vastgesteld op 2 oktober 1962.
Naast de ontwerpen voor een Helderse vlag werden in 1936 ook ontwerpen gemaakt voor de bij de gemeente behorende dorpen Huisduinen en Julianadorp. Deze vlaggen zijn ook niet officieel vastgesteld en raakten in de vergetelheid. Ergens in de eerste vijf jaar van de 21e eeuw werden de vlaggen van de dorpen herontdekt in de gemeentelijke archieven.

## Verwante afbeeldingen

Het wapen van Den Helder
Huisduiner vlag (blauw voor de zee)
Julianadorper vlag (groen voor de Koegraspolder)

Aalsmeer · Alkmaar · Amstelveen · Amsterdam · Bergen · Beverwijk · Blaricum · Bloemendaal · Castricum · Den Helder · Diemen · Dijk en Waard · Drechterland · Edam-Volendam · Enkhuizen · Gooise Meren · Haarlem · Haarlemmermeer · Heemskerk · Heemstede · Heiloo · Hilversum · Hollands Kroon · Hoorn · Huizen · Koggenland · Landsmeer · Laren · Medemblik · Oostzaan · Opmeer · Ouder-Amstel · Purmerend · Schagen · Stede Broec · Texel · Uitgeest · Uithoorn · Velsen · Waterland · Wijdemeren · Wormerland · Zaanstad · Zandvoort